# Chef scout
Pour l’article homonyme, voir Chief Scout (The Scout Association).

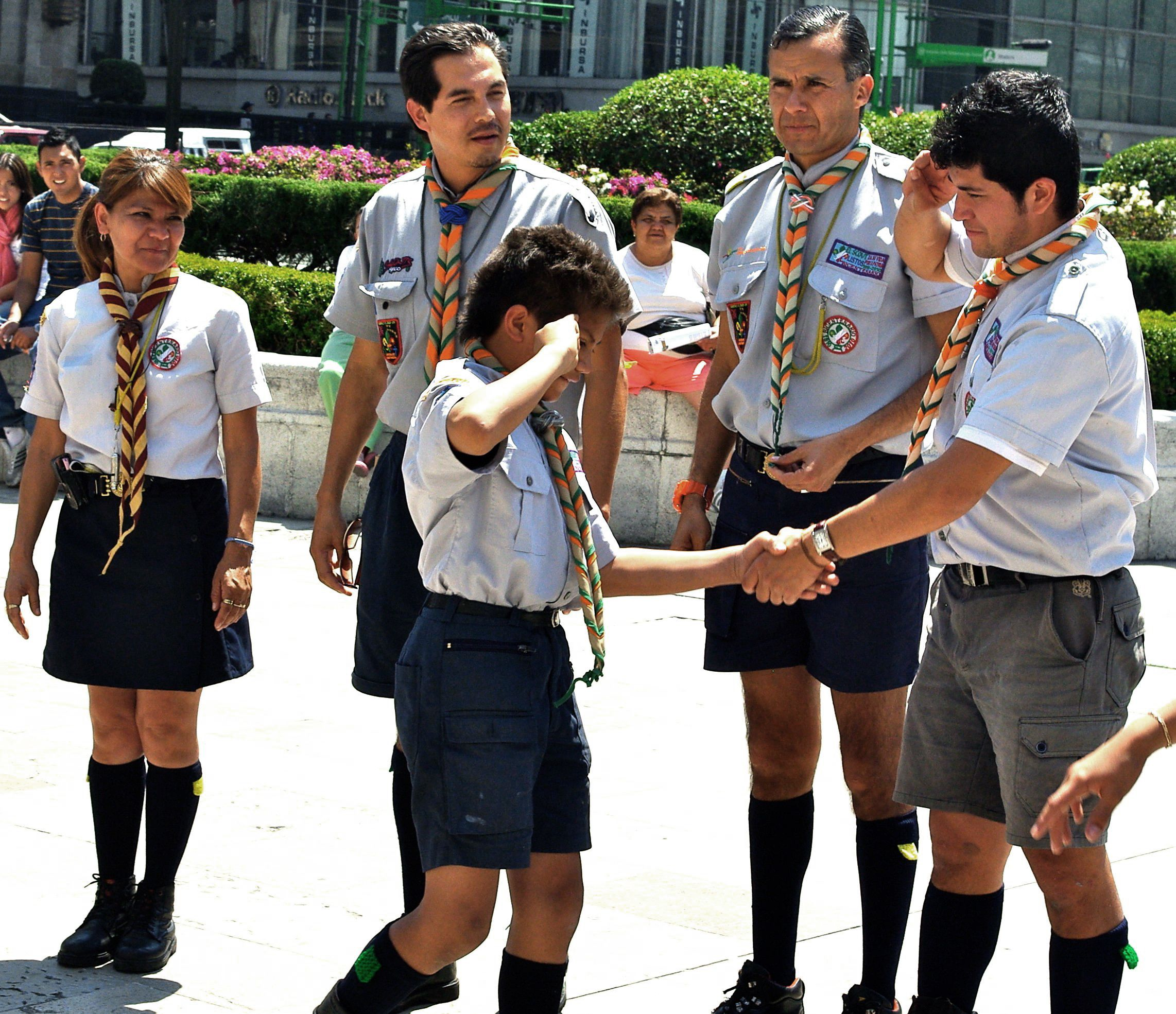
Quatre chefs scouts mexicains accueillant un nouveau garçon.

Un chef scout ou responsable scout est un chef à la tête d'un groupe de scouts. Le mouvement scout ou scoutisme a été fondé par le Britannique Robert Baden-Powell, en tant que chef scout. Il a été désigné chef scout du monde en 1920 au tout premier Jamboree, à Olympia, Londres. 

## Le rôle du chef scout
Le chef scout est le responsable d'un groupe de scouts. En 2014, son rôle en Europe varie suivant les mouvements. Là il peut ainsi être un simple facilitateur d'activités qu'il n'a pas décidées, ici il est un décisionnaire se bornant à déléguer une part de son autorité à des chefs de patrouille tandis qu'ailleurs il entend animer le groupe par l'exemple et la persuasion.
En fait, pour des activités simples, le chef d'unité se tient en retrait tandis que pour des projets plus complexes ou plus longs il intervient de facto comme décideur ou controleur immédiat.